# Mạng lưới Ngăn ngừa và Ứng phó Bạo lực Giới tại Việt Nam
Mạng lưới Ngăn ngừa và Ứng phó Bạo lực Giới tại Việt Nam bao gồm 17 tổ chức hoạt động trong lĩnh vực liên quan đến bạo hành tình dục tại Việt Nam. GBVnet có tiền thân là DOVIPnet (mạng lưới các tổ chức hoạt động về bạo lực gia đình).
Trung tâm Nghiên cứu và Ứng dụng khoa học về Giới – Gia đình – Phụ nữ và Vị thành niên (CSAGA) là tổ chức thành viên của mạng lưới này.